# So Dear to My Heart
So Dear to My Heart (literalmente, en inglés, «Tan estimado por mi corazón»), conocida en España como Danny y en Hispanoamérica como Dentro de mi corazón, es una película de 1948 dirigida por Harold D. Schuster y producida por Walt Disney Productions (productora rebautizada entre tanto como Walt Disney Pictures). Fue estrenada por primera vez en Chicago el 29 de noviembre de 1948, aunque su estreno mundial, con una distribución asegurada por RKO Radio Pictures, no tuvo lugar hasta el 19 de enero de 1949. Al igual que Canción del sur (Song of the South, 1946), la película combina animación e imagen real. Está basada en el libro de Sterling North Midnight and Jeremiah.

## Reparto
- Bobby Driscoll: Jeremiah 'Jerry' Kincaid
- Luana Patten: Tildy
- Beulah Bondi: Abuela Kincaid
- Raymond Bond: Pete Grundy (Almacenista)
- Harry Carey: Juez de la feria del Condado
- Matt Willis: Sr.Burns (Entrenador de caballos)
- Walter Soderling: Abuelo Meeker
- Burl Ives: Tío Hiram Douglas
- Daniel Haight: Hijo del tendero
- John Beal: Narrador (Jeremiah adulto)
- Ken Carson: Viejo y sabio Búho (voz)
- Bob Stanton: Dibujos animados (voz)
- The Rhythmaires: Vocal Ensemble

## Doblaje para Hispanoamérica
- Yvette González: Jeremiah 'Jerry' Kincaid
- Eriko Araujo: Tildy
- Maria Becerril: Abuela Kincaid
- Roberto Alexander: Tendero
- Isidro Olace: Juez da la feria del Condado
- Roberto Colucci: Entrenador de caballos
- Edmundo Santos: Abuelo Meeker
- Juan Zadala: Tio Hiram Douglas
- Carlos Carrillo: Hijo del tendero
- Jorge Roig: Narrador
- Gulliermo Romano: Viejo y sabio Búho
- Carlos Segundo: Dibujos animados
- Los Rhythmaires: Conjunto Vocal

## Doblaje para España
- Amelia Jara: Jeremiah 'Jerry' Kincaid
- Sandra Jara: Tildy
- Ana Diaz Plana: Aubela Kincaid
- Eduardo Moreno: Tendero
- Luis Carrillo: Juez de la feria del Condado
- Rafael de Penagos: Entrenador de caballos
- Claudio Rodríguez: Aubelo Meeker
- Jose Martínez Blanco: Tio Hiram Douglas
- David Robles: Hijo del tendero
- Carlos Kaniowski: Narrador
- Jose Moratalla: Viejo y sabio Búho
- Miguel Morant: Dibujos animados
- Los Rhythmaires: Conjunto Vocal

## DVD
El 15 de abril de 2003 Buenavista Home Entertainment lanzó al mercado un DVD especial en el que la película está totalmente remasterizada.